# Allan Cunningham
Allan Cunningham (ur. 13 lipca 1791 w Londynie, zm. 27 czerwca 1839 w Sydney) – brytyjski botanik i podróżnik, najbardziej znany ze swojego wkładu w dokumentowanie flory Nowej Południowej Walii.
Odebrał staranne wykształcenie w prywatnej szkole w Putney, a następnie pracował krótko w kancelarii prawnej. Następnie został zatrudniony w Kew Gardens - najbardziej znanym brytyjskim ogrodzie botanicznym. Tam nawiązał kontakt z wpływowym botanikiem Josephen Banksem, jednym z czołowych orędowników europejskiego osadnictwa w Australii. Dzięki rekomendacji udzielonej mu przez Banksa, w latach 1814-16 przebywał w Brazylii, gdzie zbiera okazy roślin.
W 1816 przybył do Australii, gdzie osiadł w Parramattcie. Przez kolejne 13 lat brał udział w wielu wyprawach - lądowych i morskich - mających na celu lepsze poznanie geografii i przyrody Australii (w tym Tasmanii) i Nowej Zelandii. Z każdej ze swych podróży przywoził okazy setek gatunków roślin, kładąc podwaliny pod australijską botanikę.
W 1831 powrócił do Anglii, gdzie - znów z rekomendacji Banksa - odpowiadał za pozyskiwanie okazów egzotycznych roślin dla Kew Gardens. W 1837 władze Nowej Południowej Walii zaproponowały mu stanowisko o dumnie brzmiącym tytule Botanika Rządowego. Zrezygnował z niego już po roku, gdy okazało się, że do jego obowiązków należą też tak prozaiczne czynności jak uprawa owoców i roślin do konsumpcji przez notabli. Pozostał już w Australii i zmarł w 1839 w Sydney, w wieku 47 lat. Został pochowany na terenie Królewskich Ogrodów Botanicznych w Sydney.
Rośliny opisane przez Cunninghama oznaczane są w klasyfikacjach botanicznych skrótem A.Cunn. Jego nazwiskiem nazwane zostały również niektóre gatunki, m.in. Araucaria cunninghamii (przedstawiciel araukariowatych), Archontophoenix cunninghamiana (przedstawiciel arekowatych), Banksia spinulosa var. cunninghamii (odmiana banksji) czy Nothofagus cunninghamii (gatunek bukana). Jego imię nosi także droga Cunningham Highway oraz okręg wyborczy Cunningham.